# Serang Kulon
Serang Kulon is een bestuurslaag in het regentschap Cirebon van de provincie West-Java, Indonesië. Serang Kulon telt 3262 inwoners (volkstelling 2010).